# 힌디 미디엄
힌디 미디엄(Hindi Medium)은 인도에서 제작된 사켓 초드하리 감독의 2017년 드라마, 코미디 영화이다. 이르판 칸 등이 주연으로 출연하였다.

## 출연

### 주연
- 이르판 칸
- 사바 카마르

### 조연
- 디팍 도브리얄
- 델자드 히웨일